# 보험중개업
보험중개업은 보험가입을 원하는 고객을 대신해 보험회사와 보험조건 및 보험 요율을 협상하여 고객에게 최상의 보험계약을 주선하는 사업을 말한다. 보험설계사와 달리 한 보험회사에 소속되어 있지 않으며 독립적인 지위 혹은 보험중개회사에 소속되어 있다. 각 보험가입자의 고유의 특성에 맞게 보험설계를 하고 위험 평가와 리스크 관리등의 서비스등을 제공한다. 영국과 미국등지에 크게 활성화되어 있다.

## 보험중개회사
대표적인 보험중개회사로는 마쉬(Marsh), 에이온(Aon)등이 있다. 현재 한국에선 에이온 코리아와 자딘 로이드 톰슨 코리아, 마쉬 코리아, 윌리스 페이버 & 듀마스사, 그리고 한국계 중개사는 인스보험중개, 히스보험중개 등이 보험중개업 영업을 하고 있다. 